# Erigone prominens
Erigone prominens är en spindelart som beskrevs av Friedrich Wilhelm Bösenberg och Embrik Strand 1906. Erigone prominens ingår i släktet Erigone och familjen täckvävarspindlar. Inga underarter finns listade i Catalogue of Life.